# Jean Brun (Radsportler, 1926)
Jean Brun (* 28. September 1926 in Zürich; † 30. September 1993 in Genf) ist ein ehemaliger Radrennfahrer aus der Schweiz und nationaler Meister im Radsport.

## Sportliche Laufbahn
Brun war Teilnehmer der Olympischen Sommerspiele 1948 in London. Im olympischen Strassenrennen wurde er beim Sieg von José Beyaert auf dem 15. Platz klassiert. Die Mannschaft der Schweiz mit Brun, Jakob Schenk, Giovanni Rossi und Walter Reiser belegte in der Mannschaftswertung den 6. Platz. Bruns Vorname war ursprünglich Hans, er änderte ihn später in Jean, als er im Französisch sprechenden Teil der Schweiz lebte.
1947 gewann Brun als Junior die Meisterschaft von Zürich. 1948 siegte er in diesem Rennen bei den Amateuren. Er trat 1947 dem Verein VC Français Genf bei.
1949 wurde er Berufsfahrer im Radsportteam Cilo und blieb dort bis 1956 aktiv. Wie damals üblich konnten die Profis aus den kleineren Radsportnationen Zweitverträge mit ausländischen Radsportteams eingehen. So hatte Brun auch Verträge mit Mannschaften aus Italien und Frankreich, wenn er in diesen Ländern startete.
Die Meisterschaft von Zürich bei den Profis gewann er 1949 und 1951 und war damit einer der wenigen Fahrer, die das Rennen in drei Kategorien gewinnen konnten. In der Saison 1949 holte er sich auch einen Etappensieg in der Tour de Romandie. 1950 gewann er zwei Etappen der Rundfahrt sowie den Grand Prix du Le Locle. 1951 siegte er auf einer Etappe der Tour de l’Est Central. 1952 wurde er Zweiter der Vier-Kantone-Rundfahrt hinter Fritz Schär. Seinen letzten grösseren Erfolg hatte er 1954 mit einem weiteren Etappensieg in der Tour de Romandie.
1952 fuhr er den Giro d’Italia, schied aber aus. Die heimische Tour de Suisse sah ihn siebenmal am Start.
Sein bestes Resultat bei den Rennen der Monumente des Radsports hatte er mit dem 4. Platz 1951 bei Lüttich–Bastogne–Lüttich. Mit Walter Bucher als Partner bestritt er mehrere Sechstagerennen.
Mit dem gleichnamigen Berufsfahrer Jean Brun (* 1937) ist er nicht verwandt.

## Berufliches
Brun gründete in Genf nach seiner Karriere als Profi ein Fahrradgeschäft, das als Familienunternehmen weitergeführt wurde.

## Ehrungen
Seit 1994 wird das «Jean Brun Memorial», früher «Jean Brun Grand Prix», als Strassenrennen für Nachwuchsfahrer ausgetragen. Es findet im Rahmen des Grand Prix de Lancy statt.